# Kostel svatého Jiří (Chřibská)
Kostel svatého Jiří v Chřibské je římskokatolický farní kostelchřibské farnosti. Tato gotická sakrální stavba se hřbitovem se nachází vyvýšeném místě v centru obce Chřibská na Děčínsku. Od roku 1966 je kostel chráněn jako kulturní památka. Jako kulturní památka je chráněna také fara stojící poblíž kostela.

## Historie

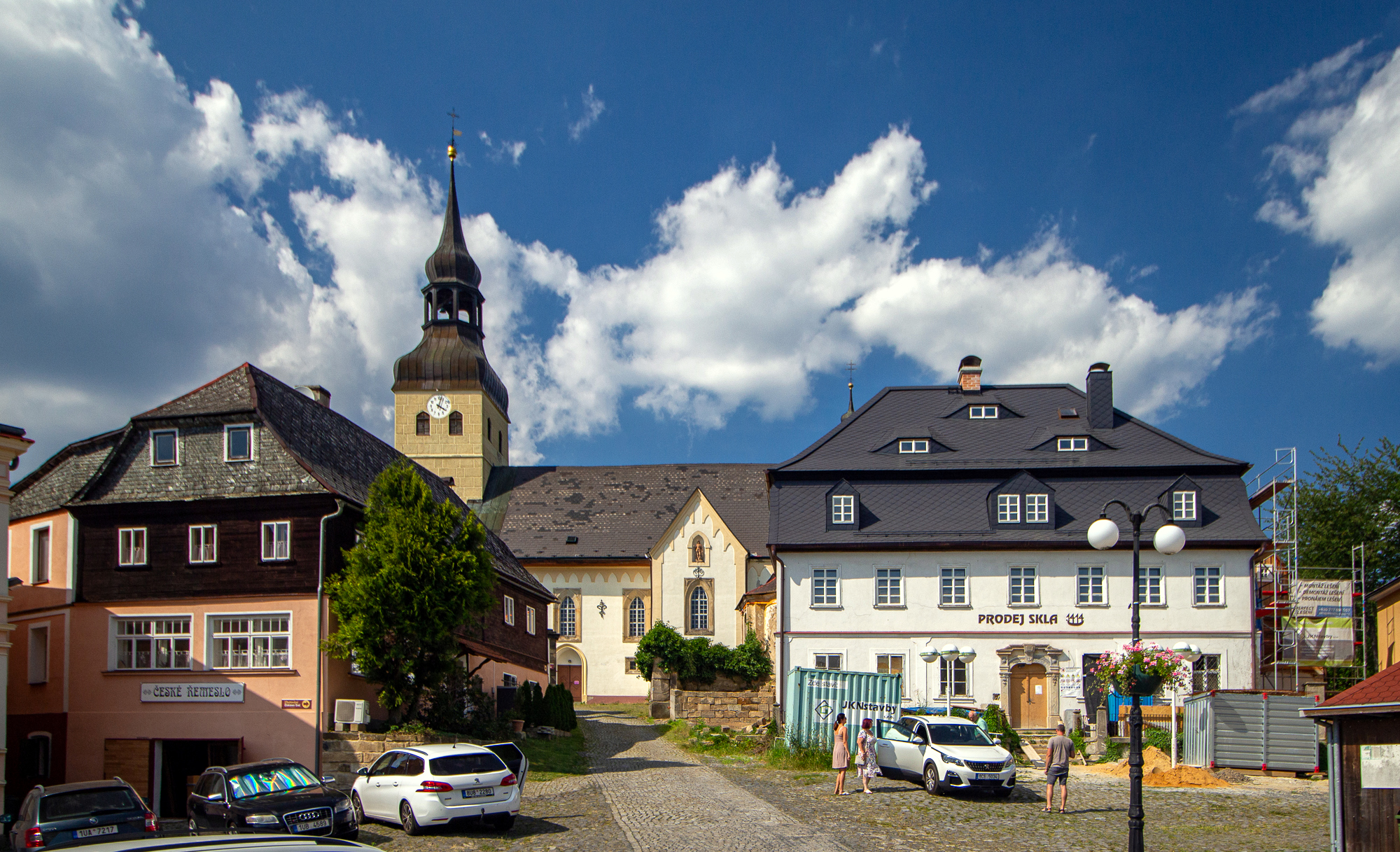
Kostel v Chřibské ze strany od náměstí

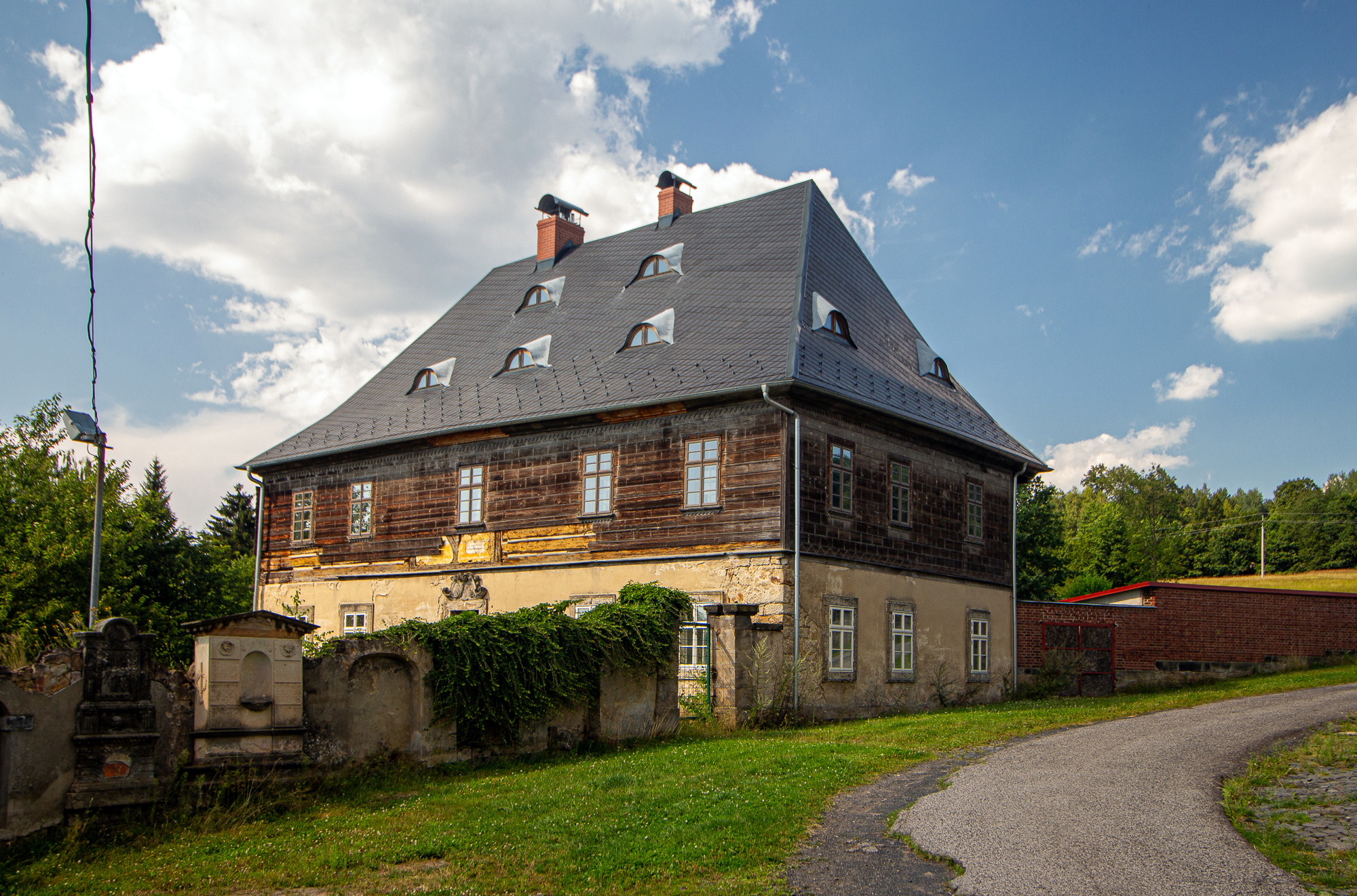
Budova fary v Chřibské

Původní dřevěný gotický kostel sv. Jiří byl zcela přestavěn na kamenný v roce 1596. Úpravami prošel roku 1649, kdy byla zvýšena věž

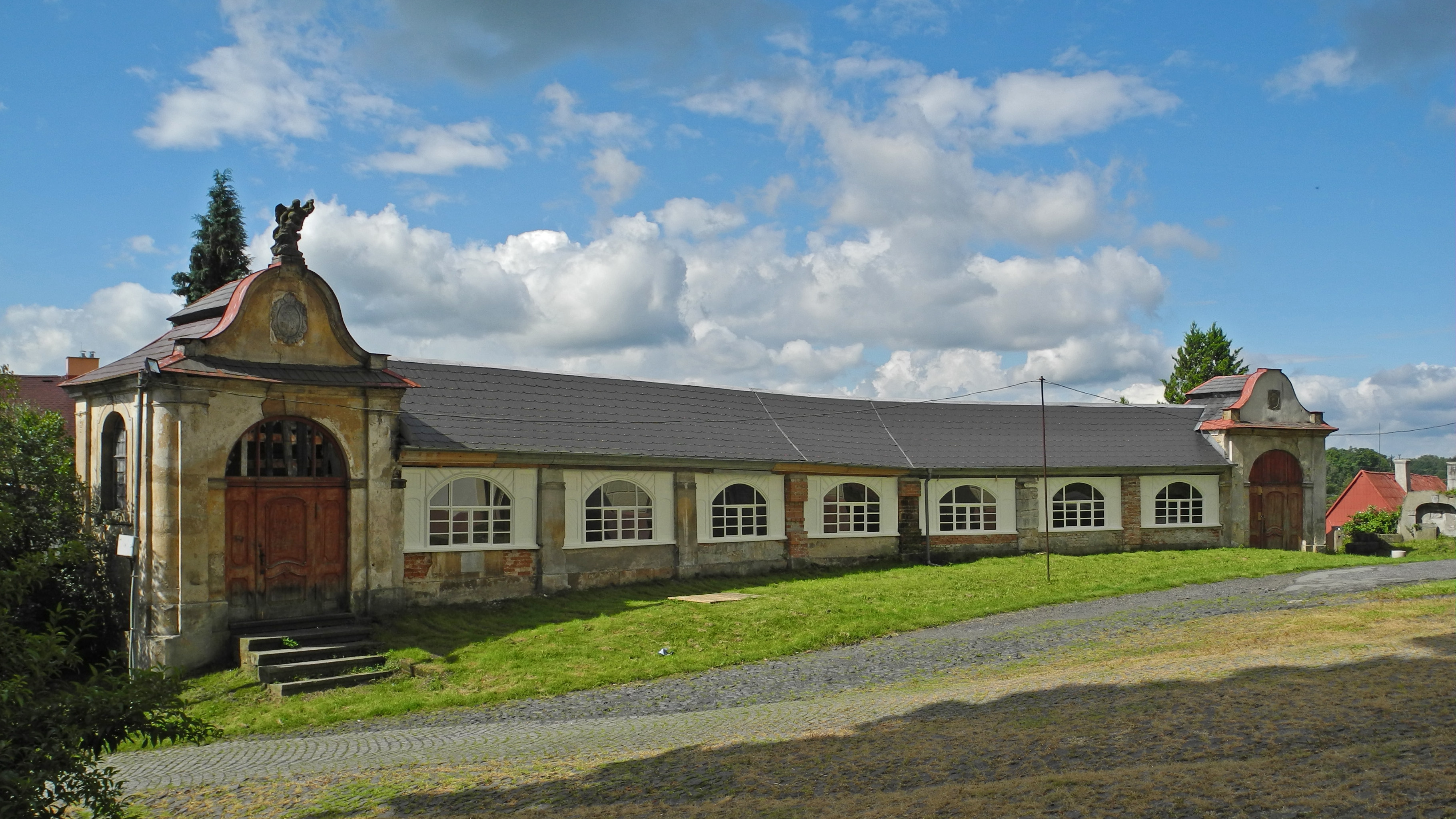
Ambit u kostela sv. Jiří s barokní kaplí z roku 1762

stavitelem K. Schrötterem z Pirny. Další přestavbu provedl roku 1670 stavitel F. Ceresola. Při rekonstrukci roku 1901 byl kostel opět regotizován. Kostel zasvěcený svatému Jiří prošel v letech 1999–2002 rozsáhlou opravou za finanční podpory Česko-německého fondu budoucnosti a rodáků z Chřibské, žijících převážně v Německu.

## Architektura
Kostel je trojlodní síňová stavba s vestavěnou třístrannou kruchtou. Má obdélný, trojboce uzavřený presbytář. V západním průčelí kostela je hranolová věž. Po severní straně presbytáře jsou obdélné sakristie. Po jižní straně se nachází obdélná prostora s oratoří v patře, která je propojená do presbytáře a boční lodi, a také do prostor schodiště. Kostel má vybíhající rizalit na průčelí. Na jižní fasádě jsou hrotitá okna v obdélném rámci a pravoúhlá okna s daty 1596. V ostění okna jižního rizalitu je vytesáno jméno mistra sklářské huti „Merten Frederich“ s datem 1596. Věž je třípatrová s cibulovou bání. Jedná se o stav po úpravě z 19. století.
Presbytář je sklenut valenou klenbou s lunetami a valeně s konchou s lunetami v závěru. V presbytáři je malba imitující festonem síťovou klenbu. V hlavní lodi je valená klenba s lunetami a valené pásy, které se sbíhají na polygonální pilíře. V bočních lodích jsou křížové klenby s valenými pásy. Kruchty bočních lodí jsou podklenuty valenou klenbou se sbíhajícími se lunetami. Kruchta na západní straně je podklenuta křížovými klenbami. Boční prostory po stranách presbytáře a schodiště mají křížovou klenbu. Portál vedoucí do sakristie je obdélný. Má kamenné ostění s datem 1597. Na klenbě lodi a presbytáře jsou nástěnné malby s výjevy ze života sv. Jiří z 1. poloviny 19. století.

## Zařízení
V kostele se nachází hlavní oltář s tabernáklem a dva protějškové novodobé oltáře zasvěcené Panně Marii a sv. Antonínu Paduánskému. Kazatelna je z období kolem roku 1670. Je na ní boltcový ornament a na dřevě malované postavy Krista, sv. Jiří a apoštolů. V presbytáři se jsou čtyři barokní sochy sv. Petra, sv. Pavla, sv. Jiljí a sv. biskupa z 18. století. V lodi jsou také rokokové sochy Immaculaty a sv. biskupa. Pozdně barokní oválná mramorová křtitelnice má cínové víko. Kamenný náhrobník, který se nachází v presbytáři je z roku 1595 a další ze 17. století.

## Vně kostela
Na vnějšku kostela na severní straně je figurální náhrobník z roku 1646. Na jižním schodištním přístavku v průčelí je dvojitý nápisový náhrobník z let 1597 a 1598.

## Zvony
Kostelní zvony v Chřibské pocházejí z let 1460 a 1598.

## Okolí kostela
Okolo kostela se rozkládal hřbitov, nyní již zrušený. V nejvyšším bodě hřbitova je pseudogotická kaple z roku 1875. Na jižní straně hřbitova při vstupu do města se nacházejí dvě ramena ambitů. Jsou na segmentovém půdorysu se čtvercovými nárožími kaplemi, které jsou datované roky 1760 a 1761. V ambitech se nacházejí zastavení křížové cesty v rokokových řezaných rámech. V kaplích jsou rokokové oltáříky. Na boční straně kaple jihozápadního úseku ambitů je figurální náhrobník z roku 1665. V obvodní zdi hřbitova jsou náhrobníky z 1. poloviny 19. století. Nachází se zde náhrobník skláře Antonína Kittla († 1820), který byl majitelem huti ve Chřibské.

## Fara
Na čp. 9 se nachází fara. Jedná se o polozděný dům s kamenným portálem se znakem Kinských s chronogramem 1726.